# 阿尔泰拖拉机厂
阿尔泰加里宁拖拉机厂 (АТЗ)是苏联阿尔泰边疆区的鲁布佐夫斯克的拖拉机制造大型工厂。服务于西伯利亚、哈萨克、远东地区农业对拖拉机的需求。

## 历史
苏德战争初期，哈尔科夫拖拉机厂于1941年10月疏散到斯大林格勒，随后撤到阿尔泰边疆区的鲁布佐夫斯克，1942年初恢复了生产。1943年12月生产了第1000台拖拉机。1946年7月1日以米哈伊尔·伊万诺维奇·加里宁命名工厂。1967年获得列宁勋章。 2011年破产。

## 进一步阅读
- Melnikova-Raich, Sonia. . IA, The Journal of the Society for Industrial Archeology. 2010, 36 (2): 57–80. ISSN 0160-1040. JSTOR 41933723. (abstract （页面存档备份，存于）)